# Stare Hamry
Stare Hamry (cz. Staré Hamry; dawn. niem. Althammer) – wieś gminna w kraju morawsko-śląskim, w powiecie Frydek-Mistek w Czechach. Położona jest około 25 km na południe od Frydka-Mistka, w Beskidzie Morawsko-Śląskim nad zbiornikiem wodnym Šance, utworzonym w górnym biegu rzeki Ostrawicy. Las pokrywa 86% powierzchni gminy.
Składa się z dwóch gmin katastralnych przedzielonych doliną Ostrawicy i zbiornikiem Šance:
- Staré Hamry 1 – po wschodniej, śląskiej stronie o powierzchni 5333,81 ha,
- Ostravice 2 – po zachodniej, morawskiej stronie o powierzchni 3139,24 ha.

## Historia
Stare Hamry zostały wzmiankowane po raz pierwszy w 1649 roku. Wytop żelaza w hucie w Starych Hamrach prowadzono od 1636 roku.
Aż do 1951 roku leżały jedynie na prawym brzegu Ostrawicy i miały powierzchnię 6645,71 ha, tj. składały się z obecnych gmin katastralnych Staré Hamry 1 i Staré Hamry 2 (teraz w gminie Ostrawica). Zmiana nastąpiła 1 lipca 1951, kiedy to pierwotna gmina Stare Hamry została podzielona na dwie katastralne części, a gmina Ostrawica na 3 i po ich zmianach przynależności powstały obie współczesne gminy, a z najbardziej południowej części wsi Ostrawicy powstała Bílá. W 1969 uruchomiona została zapora Šance, a woda zalewając centrum ówczesnej gminy zmusiła do przesiedlenia połowę jej mieszkańców.

## Galeria

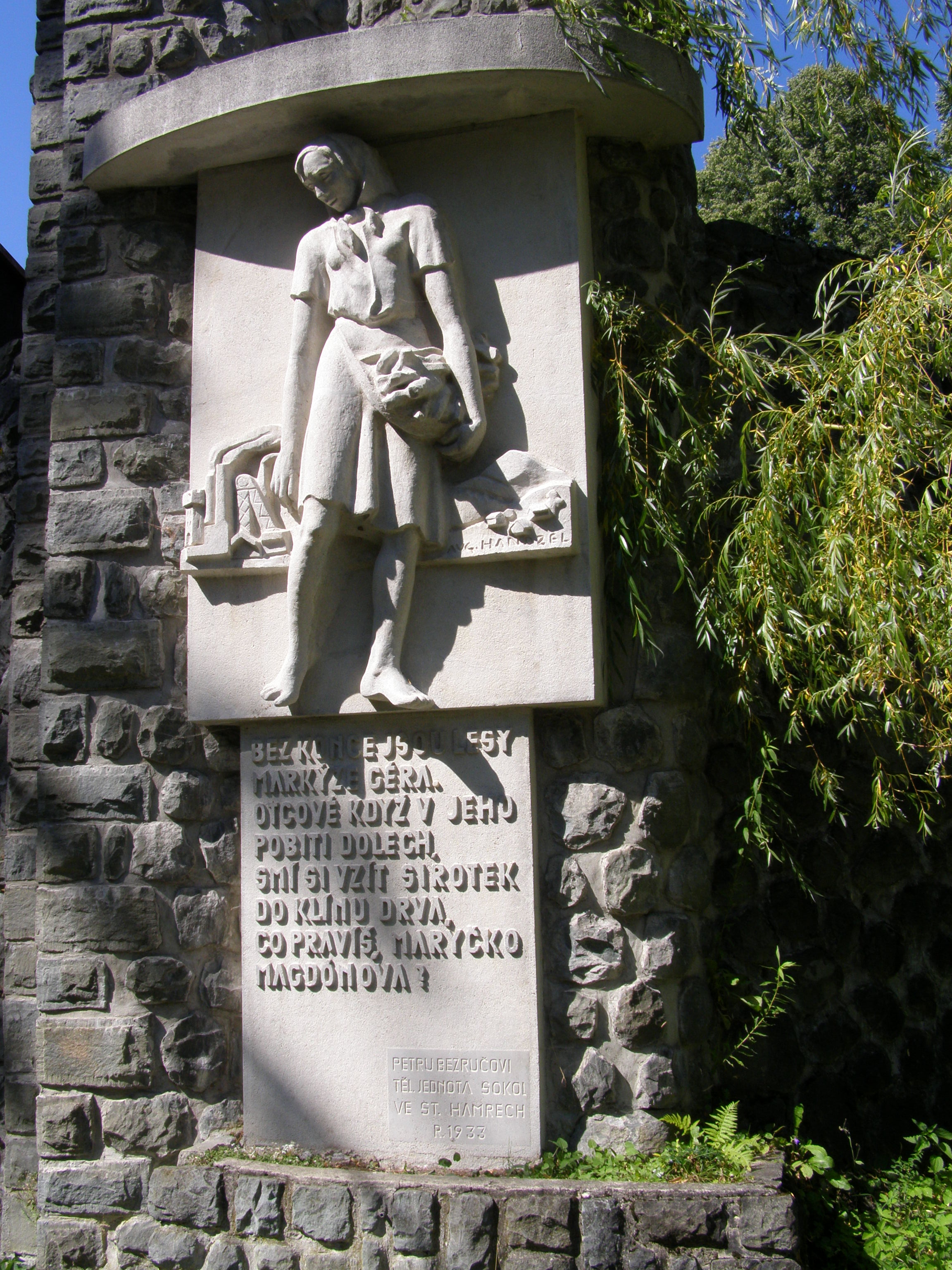
Pomnik Magdonowej, bohaterki powieści Petra Bezruča
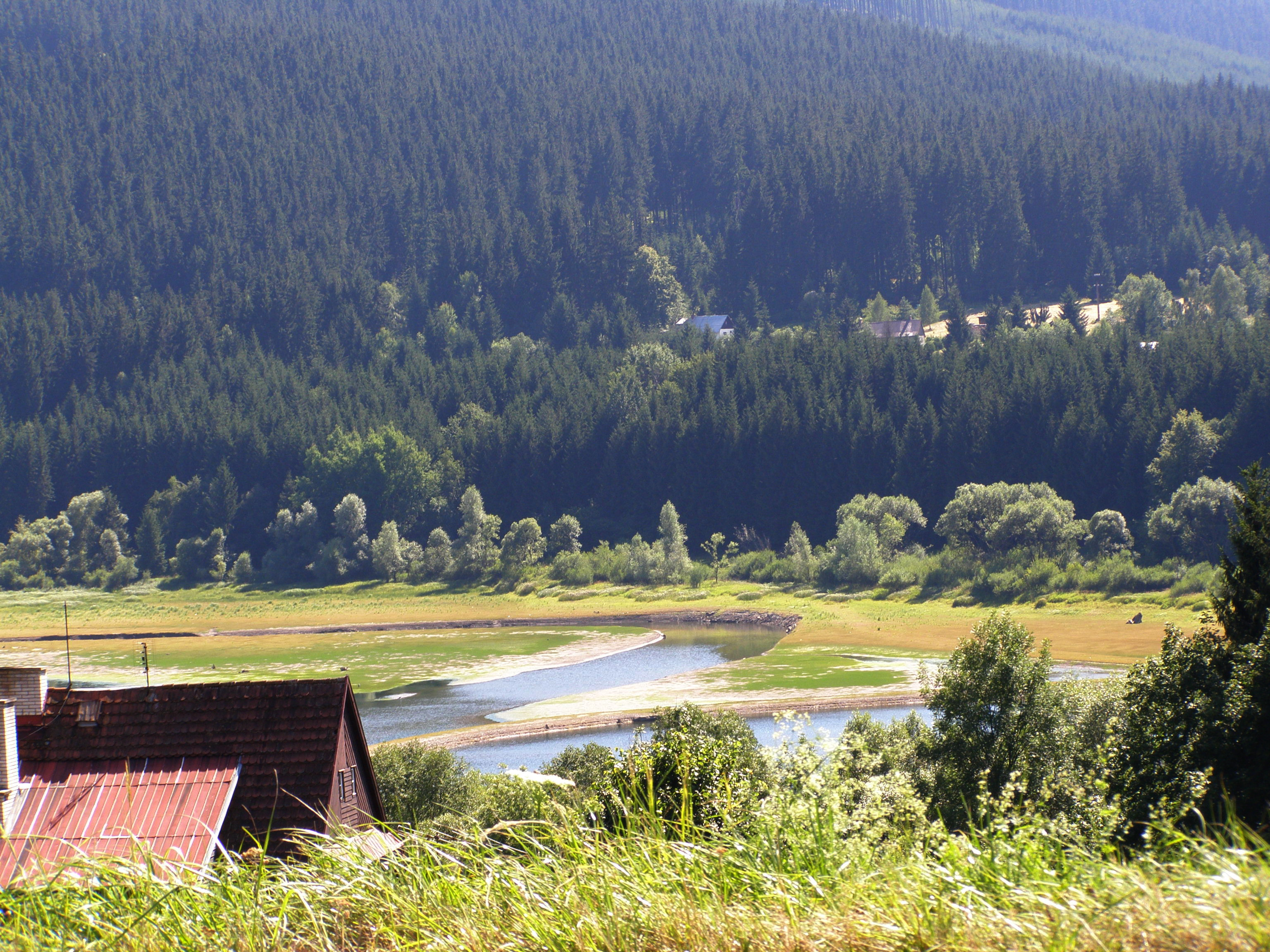
Zbiornik wodny Šance, miejsce wpływu rzeki Ostrawicy
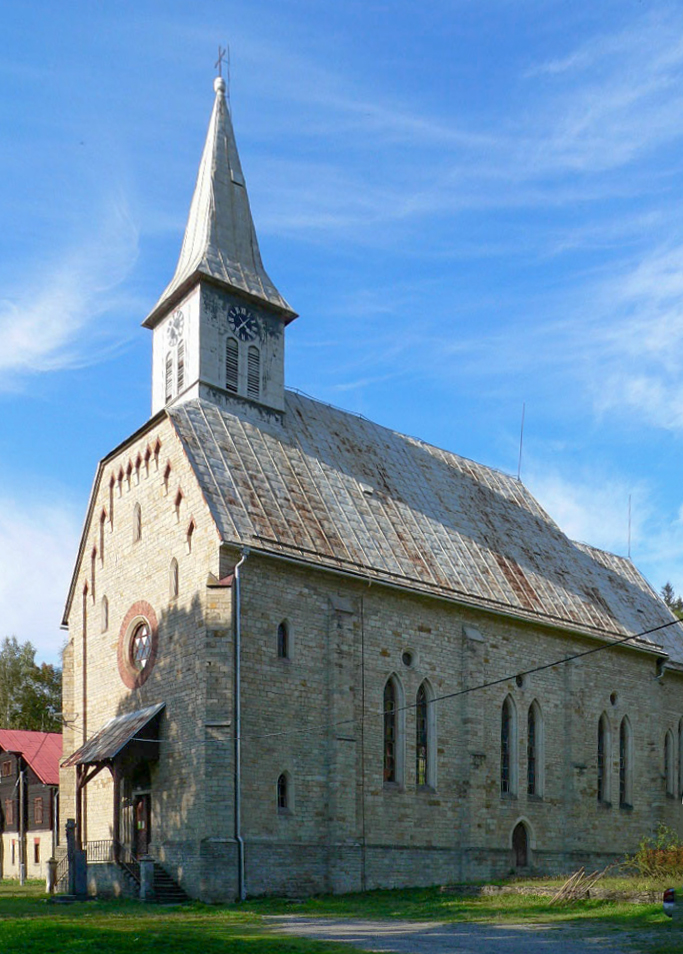
Kościół św. Henryka